# Can Catà de Dalt
Can Catà de Dalt és un edifici d'Arenys de Munt (Maresme) protegit com a Bé Cultural d'Interès Local.

## Descripció
Es tracta d'una masia de tres cossos i dues plantes. La coberta és a dues aigües. A la façana principal trobem un portal rodó amb dovelles de pedra granítica. A costat i costat hi ha dues finestres amb llinda recta. Al primer pis i sobre la porta d'entrada hi ha altres dues, també de pedra. A la façana posterior hi ha una finestra de pedra d'arc conopial tapiada. Totes les altres obertures de la casa també són de pedra.